# Петров, Евгений Николаевич (историк)
Евгений Николаевич Петров (22 мая 1888, Гельсингфорс — 1942, Ленинград) — историк, ученик профессора Кареева, участник «Кружка молодых историков». Кандидат исторических наук (1938). Преподаватель истории в Саратовском университете (1918—1921), в Петроградском педагогическом институте и Плановом и Финансово-Экономическом институтах (1921—1933), заведующий отделением истории Ленинградского Политехнического института. Погиб в блокадном Ленинграде.

## Биография
Евгений Петров родился в Гельсингфорсе в семье преподавателя Александровской гимназии Николая Ивановича Петрова. В этой же гимназии учился и сам Евгений, закончив её в 1906 году с серебряной медялью. При выпуске отмечались его «большие способности в изучении истории и словесности». Неудивительно, что для продолжения учёбы он выбрал Историко-филологический факультет Санкт-Петербургского университета. Во время учёбы Николай Петров посещал курсы профессоров Платонова, Гревса, Лaппо-Данилевского, но своим любимом преподавателем считал Николая Ивановича Кареева, читавшего курсы по зарубежной истории XVIII—XIX веков, в частности — истории Великой французской революции. Сам Кареев также тепло отзывался о своём студенте, называя Петрова в ряду наиболее способных и многообещающих учеников, наряду с Владимиром Бирюковичем и Иннокентием Поповым.
Выпуск из университета пришёлся на 1916 год, Евгений Петров был призван в армию, службу проходил в 2-м крепостном артиллерийском полку в Свеаборге, в котором прослужил вплоть до заключения Брестского мира. По увольнении он не остался в Финляндии, переживавшей свою Гражданскую войну, а устроился преподавать историю в Саратовском университете, на открывшемся годом ранее историко-филологическом факультете, кафедрой всеобщей истории которого руководил его сокурсник В. А. Бутенко, а деканом факультета был философ С. Л. Франк. В 1921 году Петров переехал в Петроград, преподавал историю в Политехническом институте, на вечернем отделении Педагогического института, в Финансово-экономическом и Плановом институтах. Параллельно он продолжил участие в семинарах профессора Кареева, в 1923 году стал секретарём секции новой истории стран Запада во вновь открытом при Петроградском университете Исследовательском историческом институте. Вместе со многими своими коллегами, недавними выпускниками университета Николай Петров стал участником Кружка молодых историков — неформального объединения, позволявшего делиться своими идеями и работами, часть из которых не пропускали в печать. В 1933 году Петров стал доцентом Ленинградского университета, вёл курс всеобщей экономической истории, а также курс исторической географии в ЛИФЛИ. В мае 1938 года ему было присвоена степень кандидата наук без защиты диссертации. К началу войны Петров активно работал над своей докторской диссертацией, был участником большого коллективного труда, посвящённого Французской революции — «Французская буржуазная революция 1789—1794 годов» под редакцией академиков В. П. Волгина и Е. В. Тарле. Во время блокады Ленинграда оставался в городе, умер в 1942 году.